# 池田弘子 (ソプラノ歌手)
池田 弘子（いけだ ひろこ、1924年4月29日 - 2015年2月11日）は、日本のソプラノ歌手。名古屋芸術大学名誉教授。本名は結婚後の姓である鹿児島弘子。

## 人物
東京都出身。東京藝術大学(東京音楽学校)卒業。四家文子に師事。1949年、毎日新聞主催の日本音楽コンクール声楽部門入選。1949年より1952年、東京芸術大学講師。1956年、オーストリア　ザルツブルクにおけるモーツァルト生誕200年記念祝祭上演にてモーツァルト賞を受賞。また、日本歌曲研究会に所属。ラジオのためのオペラ「あやめ」（牧野由多可作曲、1960年度芸術祭大賞）、狂言によるオペラ「くさびら」（牧野由多加作曲、1961年度芸術祭奨励賞）の初演に出演。国内外で多数のリサイタルに出演したほか、NHK「朝のリサイタル」他のラジオ番組にも出演した。1995年より名古屋芸術大学名誉教授。
2015年、「あやめ」初演時の録音テープが発見される。